# جاناتان الریخ
 جاناتان الریخ (عبری: יונתן דאריו "יוני" ארליך‎؛ زاده ۵ آوریل ۱۹۷۷) یک تنیس‌باز اهل اسرائیل است.